# Засупоевка
Засупо́евка (укр. Засупоївка) — село, входит в Яготинский район Киевской области Украины.
Население по переписи 2001 года составляло 756 человек. Почтовый индекс — 07714. Телефонный код — 4575. Занимает площадь 3,1 км². Код КОАТУУ — 3225581801.

## Местный совет
- 07714, Украина, Киевская область, Засупоевка, ул. Центральная, 83.